# Северо-Западная зона ПВО
Северо-Западная зона ПВО — оперативное объединение войск ПВО СССР накануне и во время Великой Отечественной войны осуществлявшее оборону войск и важных административно-политических и промышленных центров, расположенных в границах Прибалтийского Особого военного округа.

## История формирования и боевой путь
Северо-Западная зона ПВО была образована приказом НКО от 14 февраля 1941 года. В июне 1941 года зоной командовал полковник Карлин М. М., начальником штаба был полковник Смирнов И. С.; в состав входили: 10-я отдельная бригада ПВО (Рига), 12-я отдельная бригада ПВО (Вильнюс), 14-я отдельная бригада ПВО (Каунас); формировались Рижский, Юрьевский и Каунасский бригадные районы ПВО. В августе 1941 года управление Западной зоной ПВО было расформировано, а соединения и части подчинены непосредственно командованию Северо-Западного фронта.

## Период нахождения в действующей армии
Северо-Западная зона ПВО в действующей армии находилась:
- с 22 июня по 10 сентября 1941 года.